# Otto von Breitkopf
Otto Breitkopf, seit 1914 Ritter von Breitkopf (* 22. November 1858 in Groß-Strelitz; † 14. August 1939 in München) war ein bayerischer General der Infanterie.

## Leben
Breitkopf war der Sohn eines preußischen Regierungsrates.
Nach dem Besuch eines Humanistischen Gymnasiums trat er 1877 als Freiwillig-Gemeiner in das 3. Infanterie-Regiment „Prinz Karl von Bayern“ der Bayerischen Armee ein und avancierte nach dem Besuch der Kriegsschule in München am 30. November 1879 zum Sekondeleutnant. Er wurde ab Ende 1886 als Regimentsadjutant verwendet und stieg Mitte Februar 1889 zum Premierleutnant auf. Von 1889 bis 1892 absolvierte Breitkopf die Kriegsakademie, die er ohne besondere Begutachtung abschloss. Breitkopf wurde am 22. September 1892 zum Hauptmann befördert und Ende des Monats als Kompaniechef in das 5. Infanterie-Regiment „vacant Ludwig IV. von Hessen“ versetzt. Unter Stellung à la suite war er ab März als Lehrer für Taktik und Geniewesen an die Kriegsschule kommandiert und trat 1901 als Kompaniechef im 13. Infanterie-Regiment „Kaiser Franz Joseph von Österreich“ in den Truppendienst zurück. In dieser Eigenschaft erhielt er den Orden der Eisernen Krone III. Klasse, rückte Mitte September 1901 zum Major auf und wurde zum Generalstab der 4. Division versetzt. Am 27. September 1902 erfolgte seine Versetzung in den Generalstab des III. Armee-Korps. Daran schloss sich ab Ende April 1904 eine Verwendung als Bataillonskommandeur im 5. Infanterie-Regiment „Großherzog Ernst Ludwig von Hessen“ an und Ende November rückte er zum Regimentsstab auf. Breitkopf avancierte Ende Dezember 1904 zum Oberstleutnant. Zum 1. April 1906 wurde Breitkopf zum Kommandeur der Militär-Schieß-Schule ernannt und in dieser Eigenschaft Anfang April 1907 zum Oberst befördert. Vom 23. Februar 1908 bis zum 28. Oktober 1909 war er Kommandeur des 3. Infanterie-Regiments „Prinz Karl von Bayern“ und wurde anschließend unter Beförderung zum Generalmajor Kommandeur der 12. Infanterie-Brigade in Regensburg. Mit der Beförderung zum Generalleutnant übernahm er am 12. März 1913 die 3. Division in Landau in der Pfalz. In dieser Stellung erhielt er im Oktober 1913 den Orden Heinrichs des Löwen I. Klasse und am 30. Dezember 1913 das Komturkreuz des Verdienstordens der Bayerischen Krone. Damit verbunden war die Erhebung in den persönlichen Adelstand und er durfte sich nach der Eintragung in die Adelsmatrikel „Ritter von Breitkopf“ nennen.
Nach Ausbruch des Ersten Weltkrieges führte Breitkopf seine Division an der Westfront in Lothringen, Ypern sowie den folgenden Stellungskämpfen in Flandern und Artois, bis er am 19. März 1915 unter Verleihung des Militärverdienstordens I. Klasse mit Schwertern und mit Pension zur Disposition gestellt wurde. Nach seiner Verabschiedung erhielt Breitkopf am 16. Januar 1917 den Charakter als General der Infanterie.
Die ihm unterstellten Truppen verübten Ende August 1914 in der Gemeinde Maixe durch die willkürliche Erschießung von zehn Zivilisten und Zerstörung von 36 Gebäuden mutmaßliche Kriegsverbrechen. Dafür wurde Breitkopf durch ein französisches Kreisgericht in Nancy am 5. Dezember 1923 in Abwesenheit zum Tode verurteilt, obwohl er zum fraglichen Zeitpunkt weder vor Ort war noch entsprechend Strafmaßnahmen angeordnet hatte. Er hatte sich während des gesamten Feldzuges gegen jede den Kriegsgesetzen widersprechende Maßnahme ausgesprochen. Aufgrund der Sachlage hatte der 5. Strafsenat des Reichsgerichts in Leipzig die Einstellung des Verfahrens beschlossen.